# Ultraman Zoffy
Zoffy (ゾフィ?, Zofī) è un supereroe alieno immaginario che appare nella saga di Ultra. È apparso per la prima volta nell'ultimo episodio della prima serie, il che lo rende il secondo Ultra ad essere giunto sulla Terra dopo Ultraman Hayata.

## Caratteristiche
- Altezza: 45 metri.
- Peso: 20 000 tonnellate.
- Velocità in volo: Mach 10.
- Velocità in corsa: 650 km orari.
- Velocità a nuoto: 300 nodi.
- Elevazione in salto: 450 metri.
- Occupazione: Capitano della Guarnigione Degli Ultra.
- Luogo d'origine: Terra Della Luce, Nebulosa M78.

### Poteri
- M87 Beam (M87ビーム M87 Bīmu): L'arma più potente di Zoffy, famoso per essere il raggio più caldo della Terra Della Luce con una temperatura di 870 000 gradi.

Ne esistono due versioni, una Alpha dove Zoffy lancia dal suo braccio destro un raggio bianco, e una Beta in cui Zoffy forma una L con le braccia e spara un raggio arancione.
- Raggio Z (Z光線 Zetto Kōsen): un raggio simile a un fulmine che Zoffy spara dalle dita.
- Zoffy Slash: Identico all'Ultra Slash di Ultraman Hayata.
- Ultra Frost (ウルトラフロスト Urutora Furosuto): un getto di vapore congelante che Zoffy lancia dalle mani.
- Ultra Twinkle Ray (ウルトラトゥインクルウェイ Urutora Tuinkuru Wei): una strada di luce usata da Zoffy per trasportare Ultraman Taro che era stato sconfitto da Birdon.
- Teletrasporto (テレポーテーション Terepōtēshon?)
- Ultra Converter (ウルトラコンバーター Urutora Konbātā): Strumento simile a un bracciale che Zoffy usa per ricaricare l'energia degli altri Ultraman.
- Grande forza fisica: Zoffy è capace di sollevare oggetti che pesano più di 100 000 tonnellate.

## Storia
Zoffy è il superiore di Ultraman Hayata, nella sua prima apparizione venne chiamato capitano da quest'ultimo.
Quando Ultraman venne sconfitto da Zetton, Zoffy venne sulla Terra a soccorrerlo.
Quando arrivò, salvò la vita di Ultraman separandolo dal suo ospite umano Shin Hayata, per consentirgli di essere curato sulla Terra Della Luce.
Zoffy è apparso in molte opere della serie di Ultra, solitamente per aiutare l'Ultraman di turno ma non è sempre stato fortunato e a volte ha avuto bisogno di essere salvato.
Un esempio lo si ha nella serie di Ultraman Taro dove quest'ultimo venne sconfitto dal mostro Birdon, Zoffy riportò Taro sulla Terra Della Luce in modo che venga curato dalla Ultra Madre e poi iniziò a combattere Birdon al posto di Taro, finendo a sua volta sconfitto e soccorso successivamente dal ripreso Taro.
Nel corso degli anni, si è saputo sempre di più su Zoffy, come le numerose borchie che ha sul petto e sulle spalle che sono in realtà le sue medaglie che lo identificano come superiore di altri Ultra come appunto, Ultraman Hayata, Seven, Jack, Ace e Taro e vice dell'Ultra Padre.
Come capitano della Guarnigione Degli Ultra, Zoffy ha mandato molti Ultraman sulla Terra per difenderla.
Ha preso forma umana per la prima volta in Ultraman Mebius, assumendo l'identità di Shingo Sakumizu (サコミズ シンゴ Sakomizu Shingo), il comandante della squadra anti-mostri GUYS, dove ha rivelato il suo vero aspetto per aiutare Mebius nella battaglia contro Empera Seijin.
Combinando la potenza del suo M87 Beam con il Mebium-Knight Shot di Mebius, Empera Seijin venne sconfitto e la Terra venne salvata ancora una volta.
Apparentemente severo e privo di senso dell'umorismo, Zoffy prende il suo ruolo seriamente.